# Шовкопляс Іван Гаврилович
Шовкопля́с Іва́н Гаври́лович (8 квітня 1921, с. Лазірки, Оржицький район, Полтавська область — †13 червня 1997, Київ) — український вчений — археолог, провідний фахівець у галузі верхнього палеоліту України, історик, бібліограф і історик науки, музеєзнавець і викладач, доктор історичних наук (1965), професор (1971), заслужений діяч науки і техніки України (1995).
Видатний дослідник. На півночі України ним розкопані на великій площі широко відомі пізньопалеолітичні стоянки: Мізин, Добраничівка, Клюси, Радомишль. У Києві на березі річки Почайна разом з дружиною, вченим-археологом Ганною Михайлівною Шовкопляс, відкрив велике унікальне поселення, що існувало з II століття до н.е. по VI—VII століття н.е.
Відомий активною громадянською позицією щодо захисту археологічної спадщини України. Припинив «традицію» вивезення скіфського золота та інших особливо цінних артефактів з України в Росію для зберігання в Ермітажі. Відстояв право українських вчених вивчати найдавніше минуле на українських землях під час новобудовного буму XX ст.
Засновник Археологічного музею АН УРСР (з 1969 року існує як археологічний відділ Центрального науково-природничого музею АН УРСР) та унікального і єдиного в Україні музею на місці розкопок стоянки мисливців на мамонтів під Яготином — «Добраничівська стоянка» з експонуванням її залишків.
Автор першого українського підручника з археології «Основи археології» (1964 та 1972 рр.), на якому вчилося не одне покоління археологів України.
Знатний педагог — викладав археологію в Київському педагогічному інституті та в Київському державному університеті ім. Т. Шевченка.
Переслідувався владою за проукраїнську позицію. У 1973 р. за надуманим обвинуваченням був відсторонений від роботи в Інституті археології НАН України, звільнений з посади директора Археологічного музею та, відповідно, обмежений у проведенні польових досліджень.
Після цього працював у Центральній науковій бібліотеці НАНУ, де підготував кілька фундаментальних видань, присвячених бібліографії археології України, які фактично започаткували цю галузь науки в країні.

## Біографія
Народився 8 квітня 1921 року в селі Лазірки Оржицького району Полтавської області. Мав тавро «сина ворога народу» — батько не повернувся з ГУЛАГівських таборів.
В 1938 вступив на історичний факультет Київського Державного університету імені Тараса Григоровича Шевченка. Під час Другої світової війни в м. Махачкала  з відзнакою закінчив історичний факультет Дагестанського державного педагогічного інституту (1942), після чого з 1942—1944 рр. працював вчителем   географії  та історії  школи  № 21 м. Новокузнецька Кемеровської обл.
У 1945 р. з відзнакою закінчив історичний факультет Київського державного університету ім. Т. Г. Шевченка. Потім навчався в аспірантурі Інституту археології АН України, науковий керівник — академік П. П. Єфименко, директор Інституту археології АН УРСР.
Водночас у 1945—1949 рр. працював у Державному історичному музеї УРСР (Київ).
Академік П. П. Єфименко одразу після захисту кандидатської дисертації у 1949 р. запропонував молодому досліднику обов'язки вченого секретаря Інституту (1949—1950), а невдовзі — й посаду заступника директора Інституту з наукової роботи, яку І. Г. Шовкопляс обіймав у 1950—1960 рр.
У 1949 р. у Ленінграді захистив кандидатську дисертацію.
Докторську дисертацію на тему «рос. Мезинская стоянка. К истории Среднеднепровского бассейна в позднепалеолитическую эпоху» захистив у 1964 році.
Започаткував та очолював відділ Інституту — Археологічний музей (1967—1973, який з 1969 року існує як археологічний відділ Центрального науково-природничого музею АН УРСР).
Іван Гаврилович Шовкопляс — провідний фахівець у галузі верхнього палеоліту України, безцінна спадщина якого є наріжним каменем сучасного українського палеолітознавства. Як талановита людина він проявив себе в багатьох галузях — як видатний організатор науки, ідеолог і практик палеолітознавства.

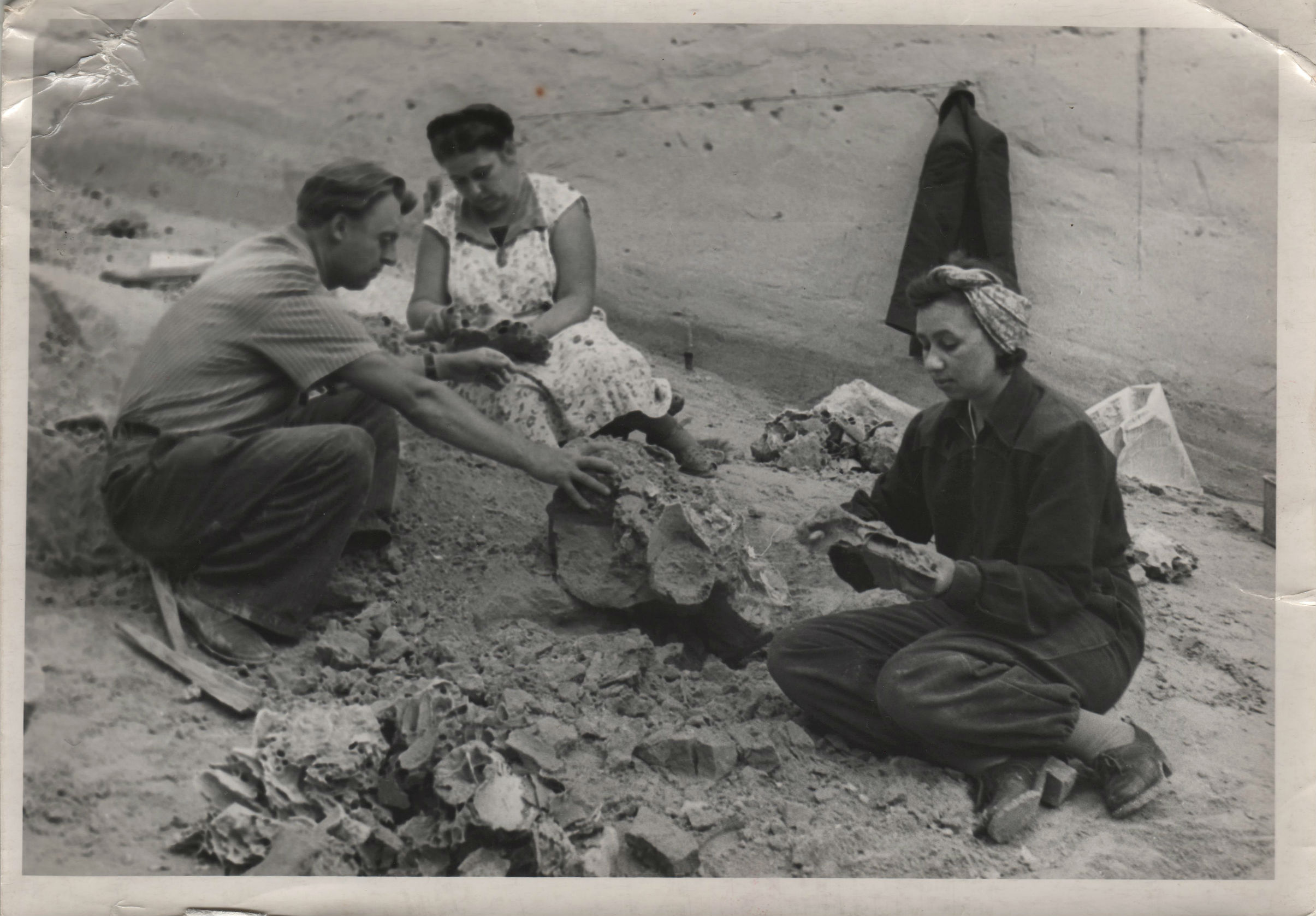
Археологи Шовкопляс І. Г., Шовкопляс Г. М., Мовша Т. Г. Добраничівська стоянка

Був керівником археологічних досліджень біля с. Лука-Врублівецька Хмельницької області та поблизу с. Нагорян Чернівецької області (Середньодністровська експедиція Інституту археології АН УРСР 1949—1951 рр.), залишків стоянки в с. Добраничівка (Добраничівська стоянка) Яготинського району Київської області (1953—1970 рр.), Мізинської стоянки на Чернігівщині (1954—1961 рр.) стоянки на околиці м. Радомишля Житомирської області (1956—1965 рр.) та ін.
Однією з важливих ланок плідної наукової діяльності І. Г. Шовкопляса були його студії з історії археології та бібліографічна робота, результатом чого стало видання фундаментальних бібліографічних довідників. Велику увагу приділяв навчанню молодих археологів.
У 1954—1956 рр. викладав курси з археології в Київському педагогічному інституті.
З 1971 до 1974 — професор кафедри археології та музеєзнавства Київського Державного університету імені Тараса Григоровича Шевченка. Кілька поколінь вітчизняних студентів навчалося за його підручником «Основи археології». Протягом останніх двадцяти п'яти років свого життя працював у Національній бібліотеці України імені В. І. Вернадського. В 1970-х роках І.Шовкопляс звернувся до наукової бібліографії. Побачили світ наукові дослідження, присвячені Т. Г. Шевченку. З набуттям Україною незалежності І. Г. Шовкопляс підготував до друку бібліографічні покажчики про життя та діяльність гетьманів України — І.Мазепи та П.Скоропадського і брав безпосередню участь у створенні Музею гетьманства в Києві.
У 1995 р. Указом Президента України присвоєно почесне звання «Заслужений діяч науки і техніки України».
Помер 13 червня 1997 р. у Києві.
Дружина, Ганна Михайлівна Шовкопляс (1920—2001) — відомий музеєзнавець і археолог, заслужений працівник культури України.

## Громадянська позиція та переслідування
У 1950 р. Іван Гаврилович відстояв право українських вчених вивчати найдавніше минуле на власних землях. В той час розпочалося масштабне будівництво Каховської ГЕС та мережі каналів для перекидання дніпровської води до Криму, i московські археологи на чолі з професором Б. Граковим заявили претензії на керівництво археологічними дослідженнями в зоні новобудови. Мало хто з київських археологів наважився суперечити, навіть директор інституту — академік П. П. Єфименко.
Шовкоплясу вдалося змінити ситуацію настільки, що під час новобудовного буму 70 — 80 рр. російські колеги вже не наважилися претендувати на керівництво українськими експедиціями.
Однак громадянська позиція Івана Гавриловича по захисту археологічної спадщини України йому так просто не минулася. На Всесоюзній координаційній нараді АН СРСР та АН союзних республік Б. Греков звинуватив українського вченого в націоналізмі.
Чергове загострення стосунків з російськими колегами сталося 1954 р., після розкопок «золотого» скіфського кургану в Мелітополі. Директор Ленінградського Ермітажу М. Артамонов звернувся до Інституту археології АН УРСР, щоб «за існуючою традицією» знайдені в кургані шедеври греко-скіфської торевтики, зокрема золотий горит, меч та ін., Україна передала до Ермітажу. Іван Гаврилович на свій страх і ризик спробував зламати стару грабіжницьку імперську традицію вивезення найцінніших археологічних знахідок з України до музеїв Москви та Петербургу. М. Артамонов звернувся безпосередньо до президента АН України, звинувативши І. Шовкопляса в «ігноруванні давньої традиції». Та академік О. Палладін не тільки захистив молодого вченого, що відстоював інтереси України, але й видав розпорядження залишити історичні реліквії на українській землі.
Так було покладено край безпардонним зазіханням на українську національну спадщину. Відтоді скіфське золото з України, зокрема пектораль із Товстої могили, чаша з Гайманової могили та багато інших археологічних раритетів із дорогоцінних металів, які доти осідали в Росії, стали передавати на зберігання до музею історичних коштовностей у Києво-Печерській лаврі.

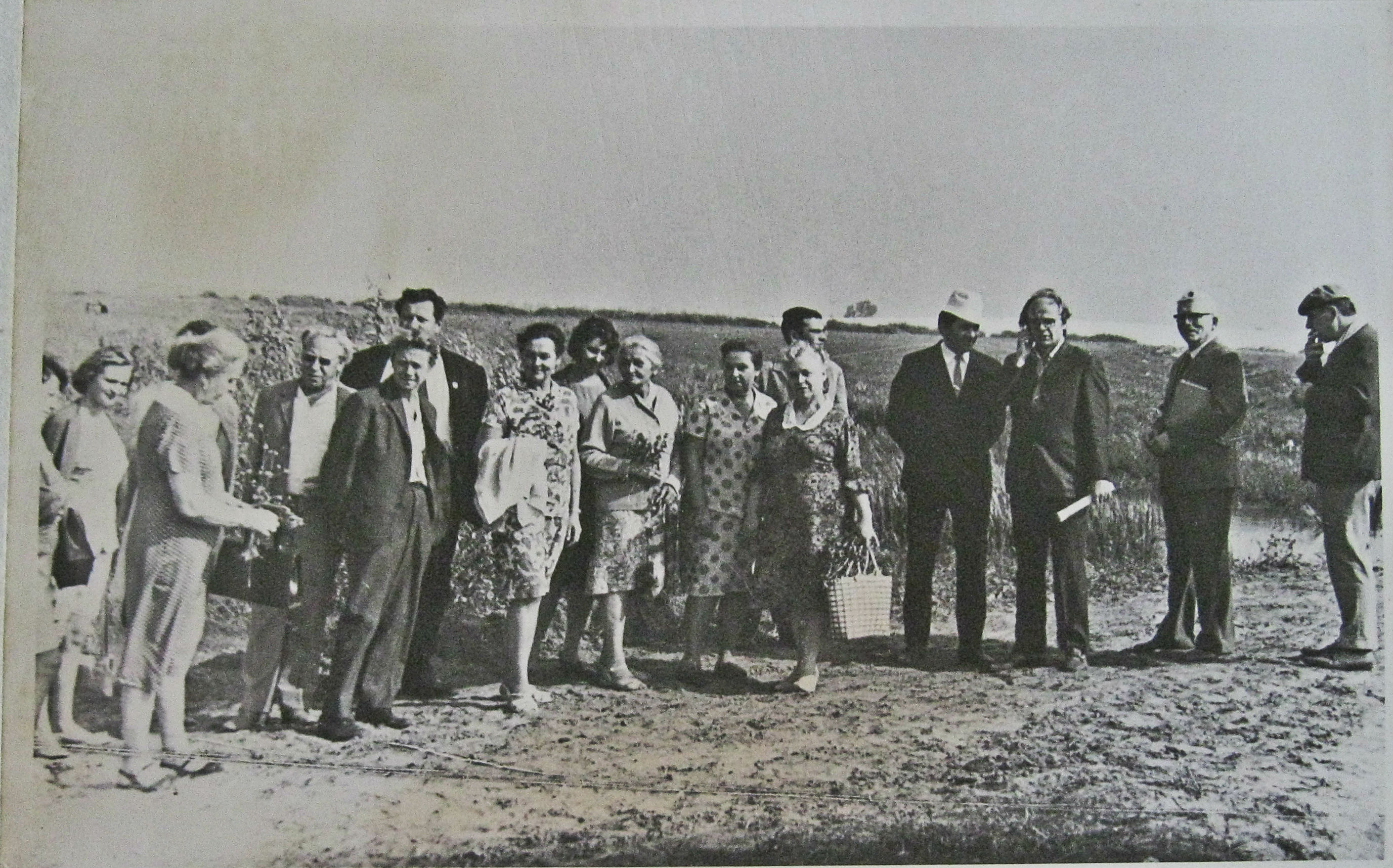
Експедиція на Почайні

Загадковою сторінкою біографії Івана Гавриловича залишаються розкопки у верхів'ї річки Почайна перед гідронамивом Мінського району Києва, у подальшому перейменованому в Оболонський. Разом з дружиною — ученим-археологом Ганною Михайлівною, за допомогою школярів, студентів протягом 10 років було розкопано і вивчено найбільше з відомих донині поселень зарубинецької археологічної культурі (з II ст. до н. е.), на території якого, життя тривало і при пізній зарубинецької культури (III ст. н. е.) і празької культурі (VI—VII ст. н. е.). Унікальність цього поселення, в якому 66 жител були збудовані уздовж трьох витягнутих овалів, визнавалася і визнається багатьма археологами.
Іван Гаврилович мав намір зберегти і музеєфікувати знахідку, що має воістину світове значення, оскільки свідчить про постійне заселення берегів Почайни ще до заснування Києва. З цією метою він звернувся до відомого захисника пам'яток культури Олеся Силіна, а той зібрав у вересні 1972 р. експедицію громадських діячів культури, мистецтва, науки, які відвідали береги Почайни та розкопки. Одним з них був відомий український поет Іван Драч, який написав з цього приводу вірш. Однак результати експедиції виявилися прямо протилежними очікуваним. По її закінченні стародавнє поселення на Оболоні було законсервовано, а Івану Гавриловичу заборонено працювати за фахом.
У 1973 р. за монографію «Розвиток радянської археології на Україні (1917—1966): Бібліографія» (1969), в якій, серед інших, були приведені твори «небажаних» в ті часи вчених, як Ф. Вовк, В. Антонович, М. Грушевський та ряд інших, йому були висунуті ідеологічні звинувачення та переведено на роботу в Центральну наукову бібліотеку (нині Національна бібліотека України ім. В. І. Вернадського), де він і пропрацював до останнього дня свого життя.

## Праці
Автор понад 450 друкованих праць — дослідницьких, пам'яткознавчих, науково-популярних, енциклопедичних, методичних; в тому числі близько 20 монографій; бібліографії окремих видатних діячів: Б.Грінченка, І.Підоплічка, М.Рудинського та ін., більше 100 праць з пам'яткознавства.
Серед них:
- Археологічні дослідження на України (1917—1957). — К.: Вид-во АН УРСР, 1957. — 424 с.;
- (рос.)Мезинская стоянка. К истории. Среднеднепровского бассейна в позднепалеолитическую эпоху. — К., 1965. — 328 с.: ил.;
- Основи археології: Навчальний посібник для студентів історичних факультетів університетів та пед. інститутів. — К., 1964. — 271 с.: іл., 1972. — 221 с.: іл.;
- Розвиток радянської археології на Україні 1917—1966. Бібліографія. — К., 1969. — 343 с.;
- (рос.)Археология Украинской ССР: Библиогр. указ 1918—1980. — К., 1989. — 558 с. — Соавт. Н. Г. Дмитренко.;
- Археологія України: Бібліогр. покажч.1981—1990. — К., 1999.
  - Історія українського мистецтва (видання)